# Campeonato Mundial de Esgrima de 1993
O Campeonato Mundial de Esgrima de 1993 foi a 56ª edição do torneio organizado pela Federação Internacional de Esgrima (FIE) entre 1 de julho a 11 de julho de 1993. O evento foi realizado em Essen, Alemanha. 

## Resultados
Os resultados foram os seguintes. 
Masculino
| Evento             | Ouro                                                                                          | Prata                                                                                             | Bronze |
| Espada individual  | Rússia · Pavel Kolobkov                                                                       | Alemanha · Arnd Schmitt                                                                           | Hungria · Ivan Kovacs                                                                                                 |
| Espada individual  | Rússia · Pavel Kolobkov                                                                       | Alemanha · Arnd Schmitt                                                                           | Espanha · Fernando Peña                                                                                               |
| Espada por equipe  | Itália · Sandro Cuomo · Maurizio Randazzo · Angelo Mazzoni · Stefano Pantano · Paolo Milanoli | França · Jean-Michel Henry · Éric Srecki · Robert Leroux · Hervé Faget · Rémy Delhomme            | Alemanha · Arnd Schmitt · Elmar Borrmann · Uwe Proske · Marius Strzalka · Patrick Draenert                            |
| Florete individual | Alemanha · Alexander Koch                                                                     | Ucrânia · Sergei Golubitsky                                                                       | França · Philippe Omnès                                                                                               |
| Florete individual | Alemanha · Alexander Koch                                                                     | Ucrânia · Sergei Golubitsky                                                                       | Alemanha · Uwe Romer                                                                                                  |
| Florete por equipe | Alemanha · Alexander Koch · Uwe Romer · Udo Wagner · Thorsten Weidner · Ingo Weissenborn      | Itália · Alessandro Puccini · Stefano Cerioni · Andrea Borella · Luca Vitalesta · Francesco Rossi | Polónia · Marian Sypniewski · Joachim Wendt · Ryszard Sobczak · Leszek Bandach · Piotr Kiełpikowski · Adam Krzesinski |
| Sabre individual   | Rússia · Grigory Kiriyenko                                                                    | Hungria · Bence Szabó                                                                             | Itália · Tohni Terenzi                                                                                                |
| Sabre individual   | Rússia · Grigory Kiriyenko                                                                    | Hungria · Bence Szabó                                                                             | Alemanha · Steffen Wiesinger                                                                                          |
| Sabre por equipe   | Hungria · Bence Szabó · József Navarrete · Csaba Köves · György Boros · Péter Abay            | Itália · Tohni Terenzi · Marco Marin · Giovanni Scalzo · Giovanni Sirovich · Raffaello Caserta    | Alemanha · Steffen Wiesinger · Frank Bleckmann · Felix Becker · Uli Eifler · Jacek Huchwajda                          |

Feminino
| Evento             | Ouro                                                                                           | Prata                                                                                           | Bronze |
| Espada individual  | Estónia · Oksana Jermakova                                                                     | Itália · Laura Chiesa                                                                           | Suécia · Helena Elinder                                                                                      |
| Espada individual  | Estónia · Oksana Jermakova                                                                     | Itália · Laura Chiesa                                                                           | França · Sophie Moressée                                                                                     |
| Espada por equipe  | Hungria · Gyöngyi Szalay · Mariann Horváth · Tímea Nagy · Hajnalka Király · Marina Várkonyi    | Alemanha · Katja Nass · Hedwig Funkenhauser · Claudia Bokel · Imke Duplitzer · Eva-Maria Ittner | Ucrânia · Alla Mironyuk · Lilya Ivashko · Viktoriya Titova                                                   |
| Florete individual | Itália · Francesca Bortolozzi                                                                  | Hungria · Aida Mohamed                                                                          | Alemanha · Simone Bauer                                                                                      |
| Florete individual | Itália · Francesca Bortolozzi                                                                  | Hungria · Aida Mohamed                                                                          | Alemanha · Zita Funkenhauser                                                                                 |
| Florete por equipe | Alemanha · Simone Bauer · Zita Funkenhauser · Anja Fichtel-Mauritz · Sabine Bau · Monika Weber | Roménia · Laura Badea · Elisabeta Tufan · Mioara David · Claudia Grigorescu · Reka Szabo-Lazar  | Itália · Francesca Bortolozzi · Valentina Vezzali · Diana Bianchedi · Giovanna Trillini · Margherita Zalaffi |

## Quadro de medalhas
País sede
| Ordem | País     | Medalha de ouro | Medalha de prata | Medalha de bronze |    |
| ----- | -------- | --------------- | ---------------- | ----------------- | -- |
| 1     | Alemanha | 3               | 2                | 6                 | 11 |
| 2     | Itália   | 2               | 3                | 2                 | 7  |
| 3     | Hungria  | 2               | 2                | 1                 | 5  |
| 4     | Rússia   | 2               |                  |                   | 2  |
| 5     | Estónia  | 1               |                  |                   | 1  |
| 6     | França   |                 | 1                | 2                 | 3  |
| 7     | Ucrânia  |                 | 1                | 1                 | 2  |
| 8     | Roménia  |                 | 1                |                   | 1  |
| 9     | Polónia  |                 |                  | 1                 | 1  |
|       | Espanha  |                 |                  | 1                 | 1  |
|       | Suécia   |                 |                  | 1                 | 1  |
| TOTAL | TOTAL    | 10              | 10               | 15                | 35 |